# 保良局陳維周夫人紀念學校
保良局陳維周夫人紀念學校（英語：Po Leung Kuk Madam Chan Wai Chow Memorial School）為一所位於香港九龍城區的私立小學，前身為2000年創辦的保良局賈梅士學校，2012年獲教育局批准由「陳氏教育機構」命名捐助，以粵語和英語為主要教學語言，為移居香港不足一年的華語及非華語適齡兒童提供為期六個月的適應課程，稱爲「新來港學童啟動課程」。

## 創校歷史
賈梅士學校創辦於1950年，原先為一所英文小學及幼稚園，由葡僑學校法團開辦，位於位於尖沙咀覺士道，旨在服務香港葡萄牙裔學童。
1996年，賈梅士學校由保良局接辦，校名為「保良局賈梅士學校」，其後於1999年遷入奧運新校舍，並更名為「保良局陳守仁小學」。2000年，保良局於該校騰出的校舍，開辦小學「新來港學童啟動課程」課程，續用賈梅士學校舊名。
2012年由「陳氏教育機構」命名捐助，易名為「保良局陳維周夫人紀念學校」，由保良局及香港潮連同鄉會合作營辦，並遷往土瓜灣上鄉道校舍。其校舍的前身為香港潮連同鄉會張祝珊紀念學校。
2023年8月，保良局稱，因應教育局最新安排，2023/24學年開始不會再有專為新來港學童而設的特別學校，而改為由普通學校提供啟動課程。該局獲教育局通知，本學年起不再邀請陳維周夫人紀念學校以全校模式營辦「新來港學童啟動課程」，學校亦將於9月初遷出校址。

## 學校簡介
保良局陳維周夫人紀念學校為一所隸屬於保良局的非牟利學校，以「愛、敬、勤、誠」為校訓，開辦為期六個月的小一至小六適應課程，讓十四歲以下，來港不足一年的華語及非華語兒童免費入讀。此校按照學童的能力而決定就讀級別，全校師生比例約為一比十四，以粵語和英語為主要教學語言，透過不同的學習形式，幫助學童適應香港的生活，學童完成課程後，可獲教育局安排入讀主流學校。

## 歷任校長
1. 劉彩玉女士（Ms. Lau Choi Yuk Karen，2000年 - 2004年）（保良局賈梅士學校）
2. 文詩詠女士（Ms. Man Sze Wing Jessica，2004年 - 2008年）（保良局賈梅士學校）
3. 黃志揚先生（Mr. WONG Chi-yeung，2008年 - 2009年）（保良局賈梅士學校）（署任校長）
4. 黃志揚先生（Mr. WONG Chi-yeung，2009年 - 2014年）[6]
5. 陳建雄先生（Mr. CHAN Kin-hung, David，2014年 - 2023年 ）

## 軼事
- 學校舊址──建於1902年的前賈梅士學校校舍在2019年被評級為二級歷史建築後，香港話劇團於2021年11月獲地政總署批出短期租約，將會為校舍進行活化及改建為戲劇教育中心[7]。

## 外部連結
维基共享资源上的相關多媒體資源：保良局陳維周夫人紀念學校